# Zhao Tuo
Zhao Tuo (... – 137 a.C.) è stato un generale cinese della dinastia Qin.
Dopo la caduta della dinastia Qin nel 204 a.C., Zhao Tuo stabilì un regno indipendente (Nanyue) con capitale a Panyu (nell’attuale Guangzhou)
Secondo la tradizione, Zhao Tuo avrebbe governato il regno di Nanyue per 70 anni, ma non ci sono prove certe dell’effettiva durata del suo regno